# もんべつ流氷まつり
もんべつ流氷まつり（もんべつりゅうひょうまつり）は、北海道紋別市で、毎年2月上旬に行われる祭りである。

## 概要
札幌雪まつり、旭川冬まつりに次いで歴史のある祭りである。
メインステージの氷像は陸上自衛隊遠軽駐屯地第25普通科連隊が製作を担当している。

## 会場
海洋交流館(ガリヤゾーン)横隣の駐車場スペースが祭りの会場となる。

## アクセス
期間限定で紋別バスターミナルから会場行きのシャトルバス(有料)が出ている。

## 歴史
1963年（昭和38年）に第一回が開催された。